# Antonio Cendrero Uceda
Antonio Cendrero Uceda (Madrid, el 3 de octubre de 1941) es un geólogo español.

## Biografía
Licenciado en geología por la Universidad Complutense de Madrid, se doctoró en 1970 con premio extraordinario. Fue investigador del CSIC. Desde 1972 fue profesor agregado de la Universidad de Cantabria y posteriormente catedrático de geodinámica externa. Director del Instituto de Ciencias de la Educación de la misma universidad de 1973 a 1978. De 1983 a 1986 fue vicerrector de la Universidad Internacional Menéndez Pelayo y en 1995 fue profesor visitante de la Universidad Autónoma de Baja California. En 2002 fue nombrado profesor emérito de la Universidad Nacional de La Plata. 
Ha escrito artículos sobre análisis, evaluación, planificación, gestión y cartografía geoambiental. Ha impartido conferencias sobre el análisis y evaluación de riesgos geomorfológicos y litorales y la influencia de las actividades humanas en los procesos de la superficie terrestre, la influencia de los procesos geomorfológicos en el cambio global, y los indicadores e índices ambientales para el diagnóstico de la calidad ambiental y la sostenibilidad. En 2000 fue nombrado académico de la Real Academia de Ciencias Exactas, Físicas y Naturales, leyendo en 2003 el discurso de ingreso De la comprensión de la Historia de la Tierra a la análisis y predicción de las interacciones entre seres humanos y medio natural.